# Generalbundesanwalt beim Bundesgerichtshof

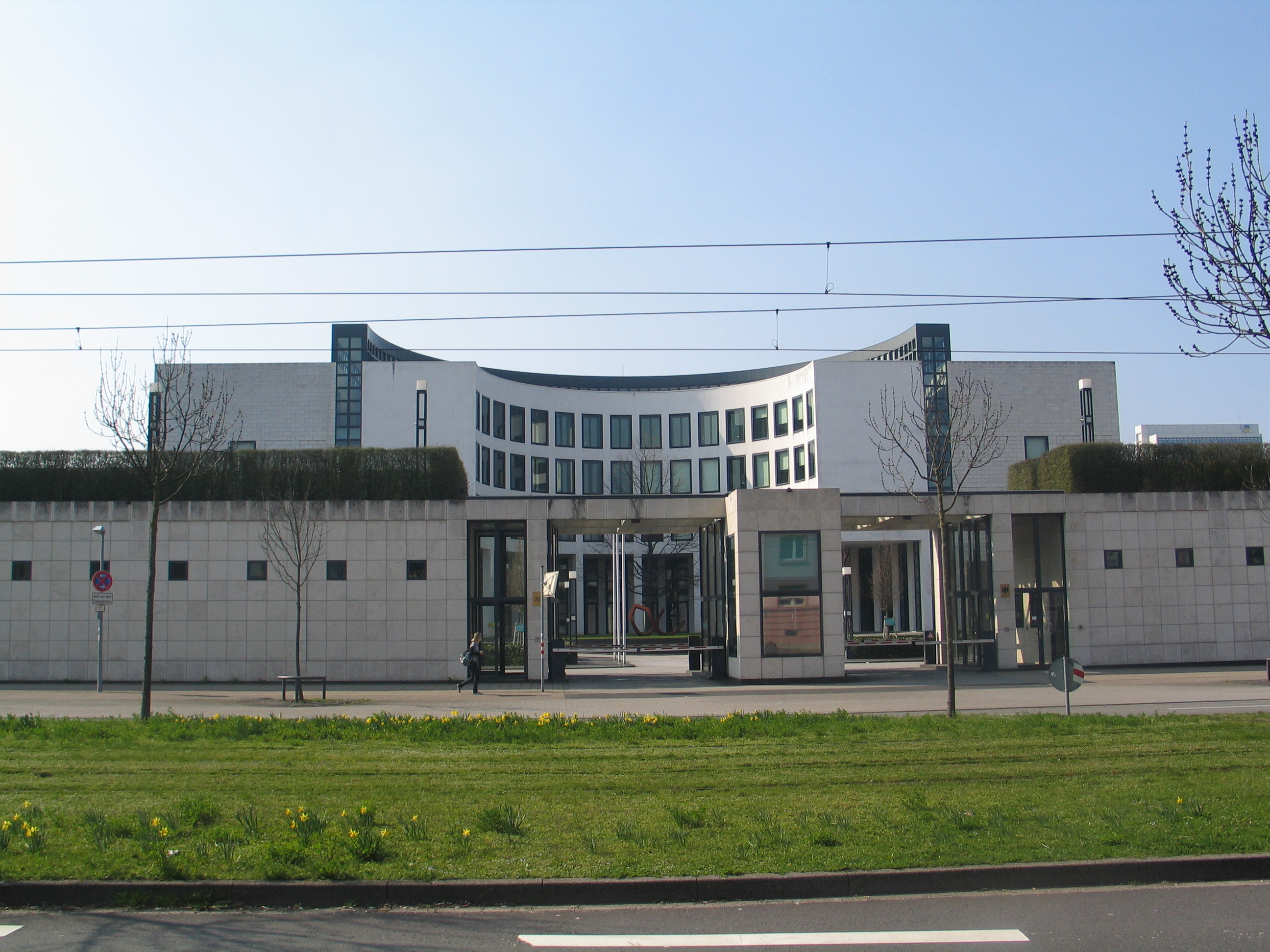
Le siège de Karlsruhe, côté route

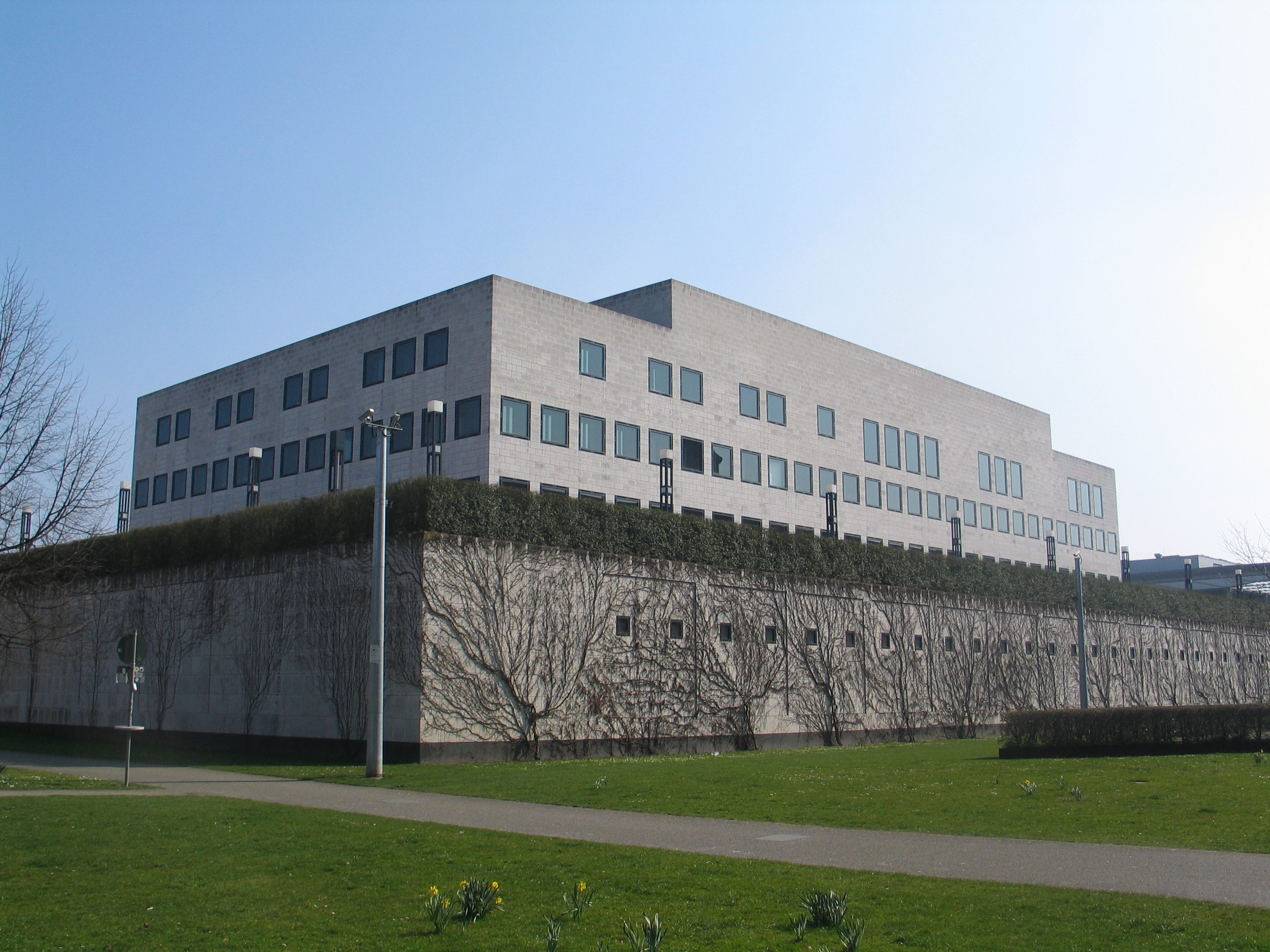
vue arrière

Le Generalbundesanwalt beim Bundesgerichtshof, (GBA) est en Allemagne l’organe chargé de la poursuite pénale à la Cour fédérale pour le compte de la Fédération. En dehors de son rôle en appel, il est compétent en premier ressort en matière de terrorisme, d’espionnage, de haute trahison ou de génocide. Il représente également la Fédération dans certains conflits civils.
Il constitue une administration fédérale supérieure et dirige le parquet fédéral (Bundesanwaltschaft). Choisi par le ministre fédéral de la Justice avec approbation du Bundesrat et formellement nommé par le président fédéral, il siège à Karlsruhe, certains de ses services étant localisés à Leipzig auprès de la 5e chambre pénale de la Cour fédérale.
La fonction a été créée en 1950 et a succédé au procureur supérieur du Reich (Oberreichsanwalt) qui remplissait des fonctions comparables sous le Reich allemand. Elle a eu onze titulaires ; Monika Harms, nommée en juin 2006, fut la première femme à l’occuper. Depuis le 05/10/2015 le poste est  occupé par Peter Frank.

## Liste des procureurs généraux fédéraux
| Nom                                                                            | Dates du mandat | Dates du mandat |
| ------------------------------------------------------------------------------ | --------------- | --------------- |
| Carlo Wiechmann*                                                               | 07/10/1950      | 31/03/1956      |
| Max Güde                                                                       | 01/04/1956      | 26/10/1961      |
| Wolfgang Fränkel                                                               | 23/03/1962      | 24/07/1962      |
| Ludwig Martin                                                                  | 07/04/1963      | 30/04/1974      |
| Siegfried Buback                                                               | 31/05/1974      | 07/04/1977      |
| Kurt Rebmann                                                                   | 01/07/1977      | 31/05/1990      |
| Alexander von Stahl                                                            | 01/06/1990      | 06/07/1993      |
| Kay Nehm                                                                       | 07/02/1994      | 31/05/2006      |
| Monika Harms                                                                   | 01/06/2006      | 30/09/2011      |
| Harald Range                                                                   | 01/10/2011      | 04/08/2015      |
| Peter Frank                                                                    | 5/10/2015       |                 |
| * Désignation officielle : « procureur supérieur fédéral » (Oberbundesanwalt). |                 |                 |